# Man Without Country
Man Without Country (також MWC) — музичний та мультимедійний проєкт валлійського музиканта та вокаліста Райана А. Джеймса, що грає інді-рок та синті-поп.
MWC з'явився 2007 року, спочатку як дует, потім як тріо. 2011 року, після перерви у творчості, Джеймс почав експериментувати та самостійно випускати свої сольні роботи під цією назвою.
16 липня 2021 року вийшов альбом «Bloods, Side A».

## Дискографія
- 2011 — «King Complex EP»
- 2012 — «Foe»
- 2015 — «Maximum Entropy»
- 2018 — «Infinity Mirror»
- 2020 — «Forever Endeavour EP»[4]
- 2021 — «Bloods, Side A»